# Szárazd
Szárazd is een plaats (község) en gemeente in het Hongaarse comitaat Tolna. Szárazd telt 282 inwoners (2001).